# Cantó de La Ròca Timbaut
El cantó de La Ròca Timbaut és un cantó francès del departament d'Òlt i Garona, situat al districte d'Agen. Té 8 municipis i el cap és La Ròca Timbaut.

## Municipis
- Cassinhas
- Castelàs
- La Crotz Blanca
- La Ròca Timbaut
- Monbalen
- Sant Robèrt
- Sauvanhàs
- La Sauvetat de Savèra

## Història
| Data d'elecció                           | Identitat        | Partit                     | Qualitat |
| ---------------------------------------- | ---------------- | -------------------------- | -------- |
| 1973-1992                                | Jean-Henri Vidal | MRG, després UDF           |          |
| 1992-1998                                | Aldo Vecchiato   | Divers droite, després UDF |          |
| 1998-                                    | François Jalet   | Divers gauche              |          |
| les dades anteriors no són pas conegudes |                  |                            |          |
|                                          |                  |                            |          |

## Demografia
| 1962  | 1968  | 1975  | 1982  | 1990  | 1999  | 2006  |
| ----- | ----- | ----- | ----- | ----- | ----- | ----- |
| 2.539 | 2.769 | 2.768 | 3.204 | 3.484 | 3.804 | 4.242 |